# Xã Dell Grove, Quận Pine, Minnesota
Xã Dell Grove (tiếng Anh: Dell Grove Township) là một xã thuộc quận Pine, tiểu bang Minnesota, Hoa Kỳ. Năm 2010, dân số của xã này là 697 người.